# Oxymacaria chionomera
Oxymacaria chionomera là một loài bướm đêm trong họ Geometridae.